# Wingsuit

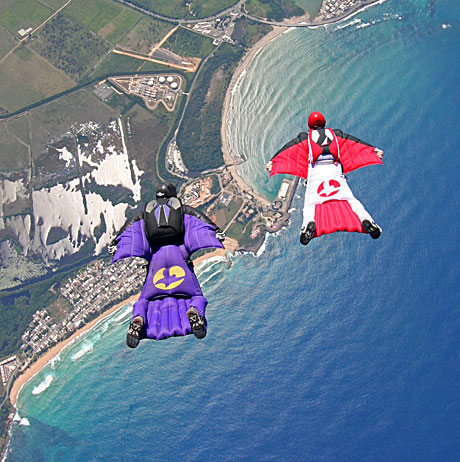
Wingsuit em voo.

Wingsuit, ou traje planador, é um macacão com asas usado por paraquedistas para voos de alta performance (elite). Os praticantes desta modalidade de paraquedismo são também chamados "bird-men" ("homens pássaro").
Enquanto em queda-livre sem o wingsuit a velocidade terminal é de cerca de 200 km/h com a wingsuit regula por volta de 50 km/h, com um avanço horizontal próximo a 150 km/h. Para pousar os praticantes fazem uso de um paraquedas.

## História
Os primeiros wingsuits surgiram na década de 30 do século XX, feitos com materiais rígidos. Entre 1930 e 1961, 72 dos 76 pioneiros morreram nos voos de teste.
Em 2007, usando o wingsuit, o paraquedista brasileiro Luigi Cani saltou de um helicóptero sobre o Corcovado, poucos metros acima da estátua do Cristo Redentor. Cani raspou o traje na montanha, rasgando o wingsuit. Apesar disso, conseguiu manter o voo e pousar ileso.

## Wingpack
Um outro tipo ou modelo de macacão que está em fase de testes é o chamado wingpack, uma asa rígida de fibra de carbono. Este modelo intermediário entre a asa delta e o wingsuit tem melhor aproveitamento energético do combustível e permite ainda carregar oxigênio e outros equipamentos.[ligação inativa] Em 31 de julho de 2003, o austríaco Felix Baumgartner, saltando de uma altura de 39.000 metros, conseguiu atravessar em 14 minutos o canal da Mancha, percorrendo mais de 35 km. Em 2006, a ESG, uma empresa alemã lançou o modelo Gryphon, um wingpack feito exclusivamente para as forças de operações especiais.

## Futuro
O próximo passo na evolução do wingsuit é o desenvolvimento de modelos capazes de realizar o pouso sem o auxílio de paraquedas. Testes estão sendo feitos por alguns entusiastas do projeto, como o americano Jeb Corliss e o brasileiro Luís Cani Júnior, mais conhecido como Luigi Cani. Em 23 de maio de 2012 o britânico Gary Connery conseguiu realizar pela primeira vez o salto sem paraquedas, usando uma wingsuit especialmente projetada e aterrissando sobre uma pilha de caixas de papelão que amorteceram o impacto.